# Dierentuingebouw
Het Dierentuingebouw (in de volksmond ook Moors paleis) was een theatergebouw in Den Haag. Het werd gebouwd als hoofdgebouw voor de Haagse Dierentuin.
De Haagse architect Samuel Johannes de Vletter (1823-1872) ontwierp bij de oprichting van de dierentuin in 1863 voor het Koninklijk Zoölogisch-Botanisch Genootschap van Acclimatatie een centraal verenigingsgebouw. Het gebouw bestond uit een achtkantige centrale zaal met buffet en twee ernaastliggende vleugels, waarvan een vogels huisvestte en de ander als bibliotheek was ingericht.
In de periode 1892-1893 bouwden de architecten J.W. Bosboom en A.J. Wesstra dit hoofdgebouw uit met een grote concertzaal in Moorse stijl, ook wel het Moors Paleis genoemd. Het gebouw werd verhuurd voor tentoonstellingen, festiviteiten en beurzen. Zo vond er in 1915 het Internationaal Congres van Vrouwen plaats.
Tijdens de Tweede Wereldoorlog organiseerde de Duitse bezetter er vele bijeenkomsten. De Duitsers gebruikten de locatie ook om na de razzia van 21 november 1944 de gevonden mannen bijeen te brengen.
Na de Tweede Wereldoorlog keerde de dierentuin niet terug, maar bleef het gebouw in gebruik. Er vonden er feesten, bijeenkomsten, examens en voorstellingen plaats in dit gebouw. In 1959 werd de eerste Pasar Malam in het hoofdgebouw gehouden.
In 1968 werd het gebouw afgebroken ten behoeve van het parkeerterrein voor het Provinciehuis Zuid-Holland. In 1969 werd het Nederlands Congresgebouw geopend dat de evenementenfunctie overnam.

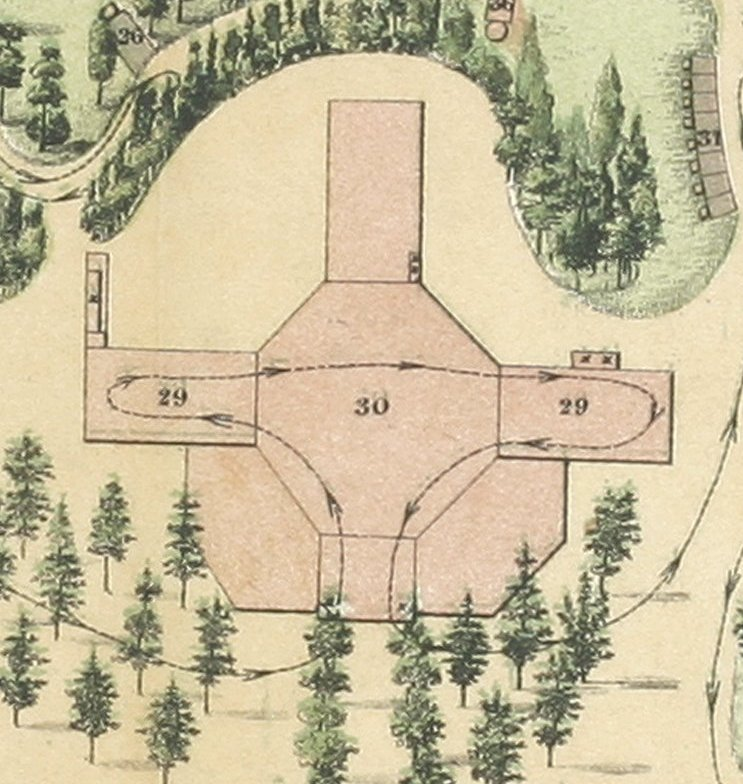
Plattegrond van het oorspronkelijke verenigingsgebouw in 1874
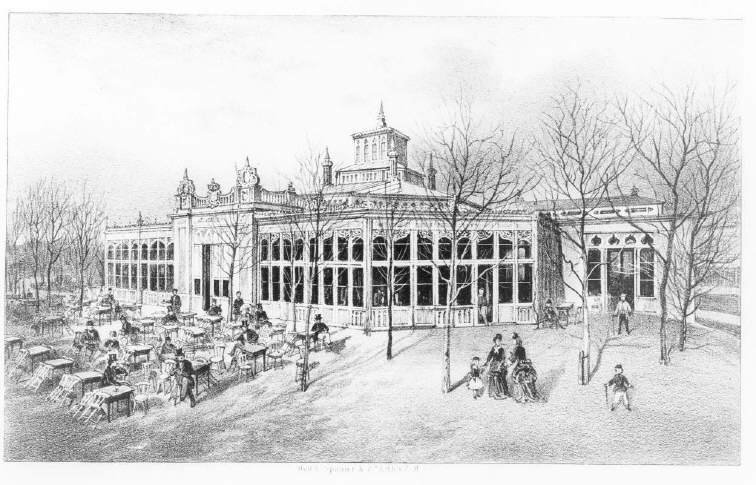
Aanzicht van het verenigingsgebouw in 1871
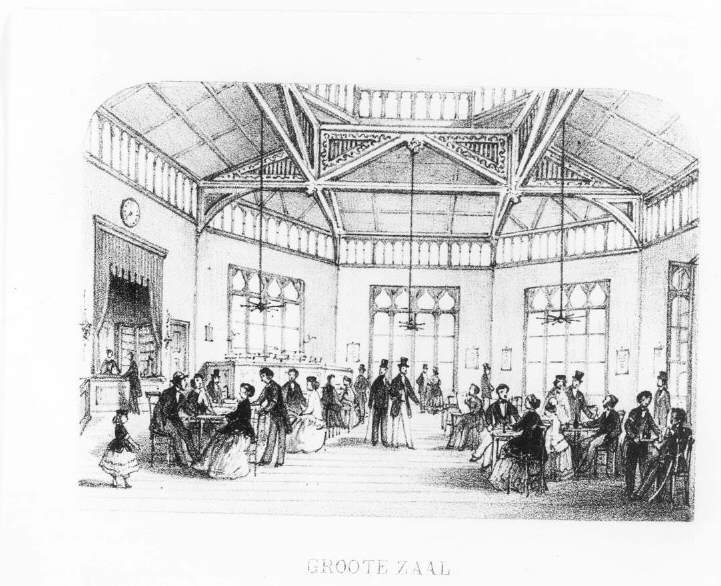
Interieur in 1867
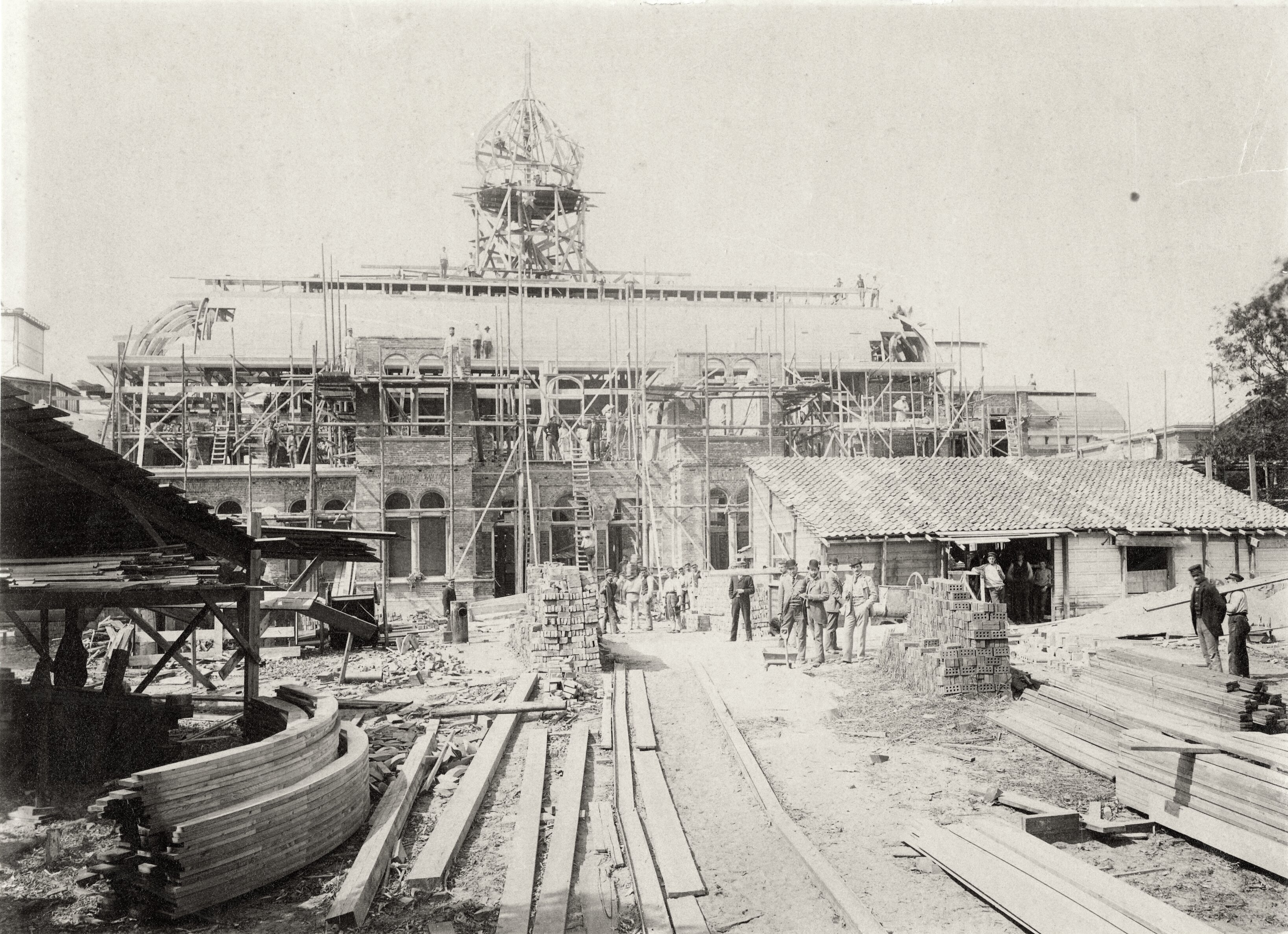
Concertgebouw in aanbouw in 1892
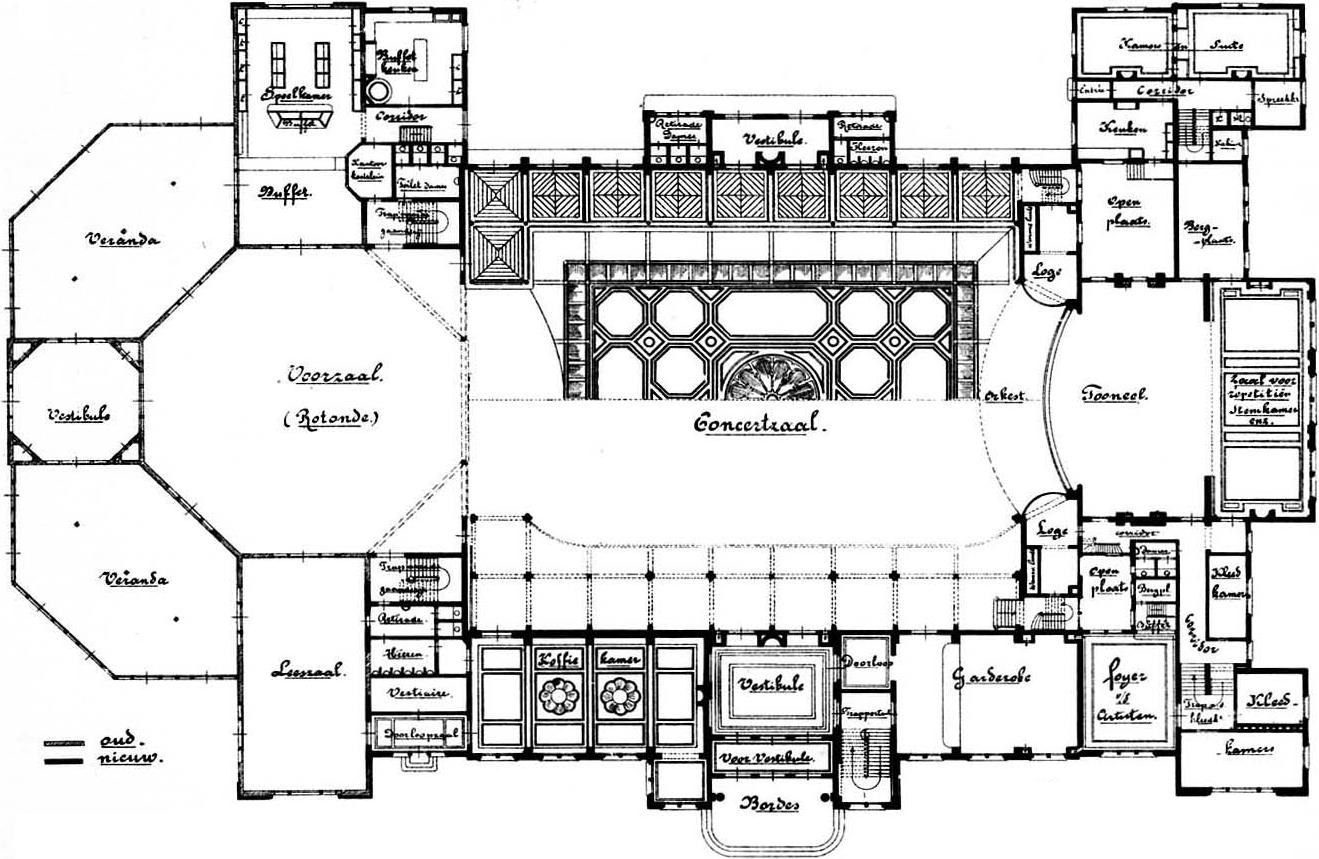
Plattegrond in 1894 met de uitbreiding van de concertzaal
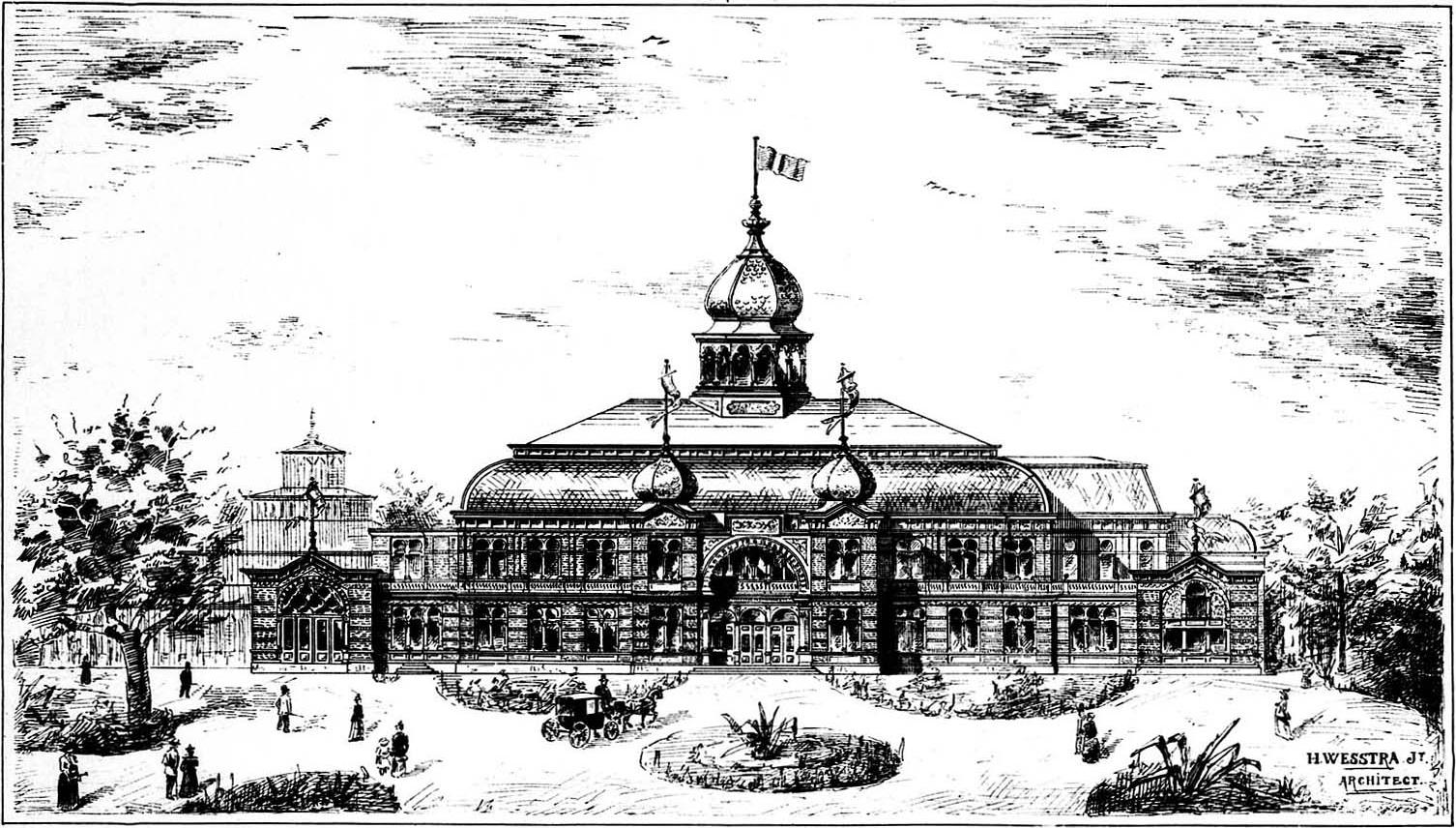
Voorzijde concertzaal in 1893
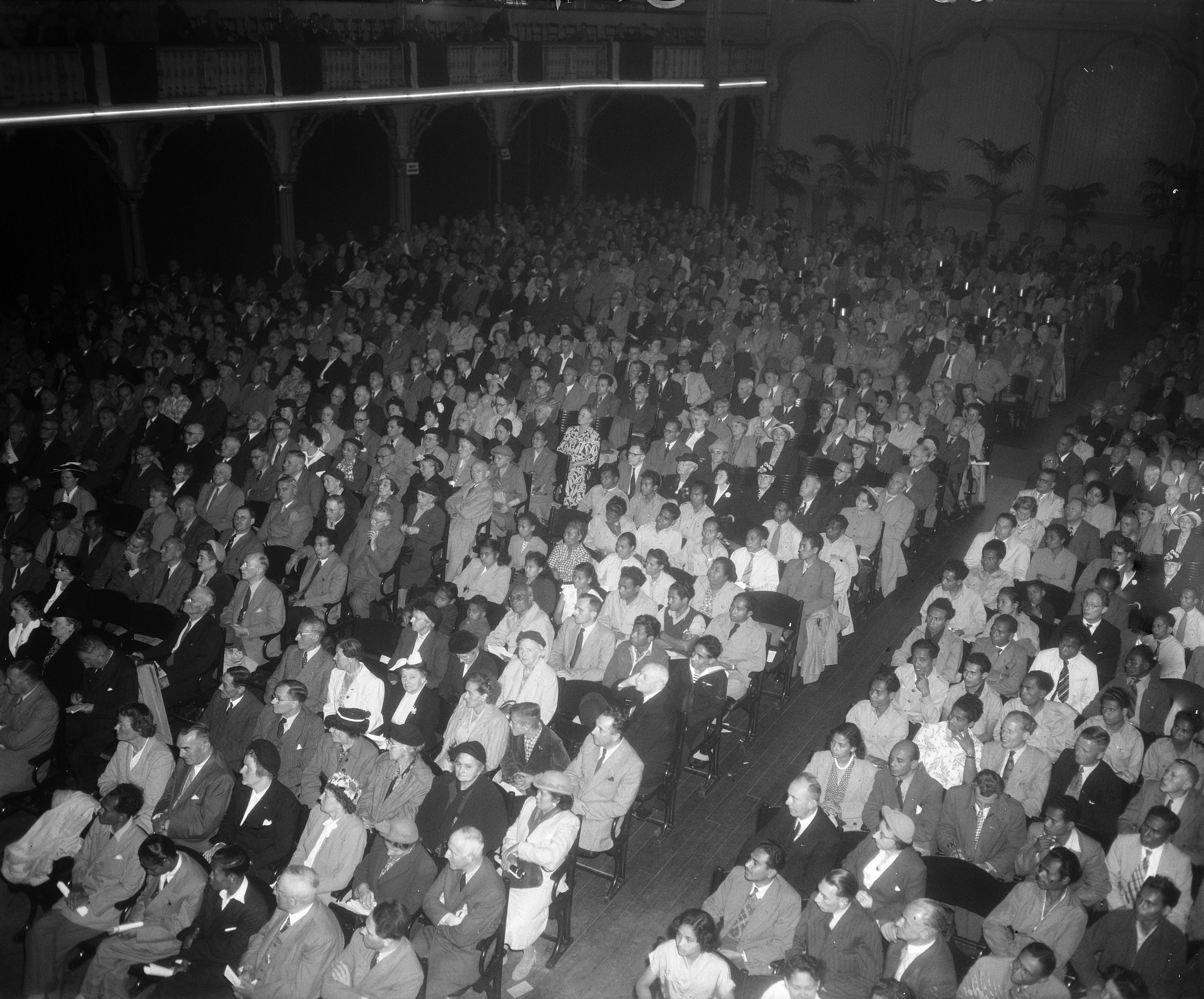
Protestvergadering voor een onafhankelijke Molukse staat in 1951
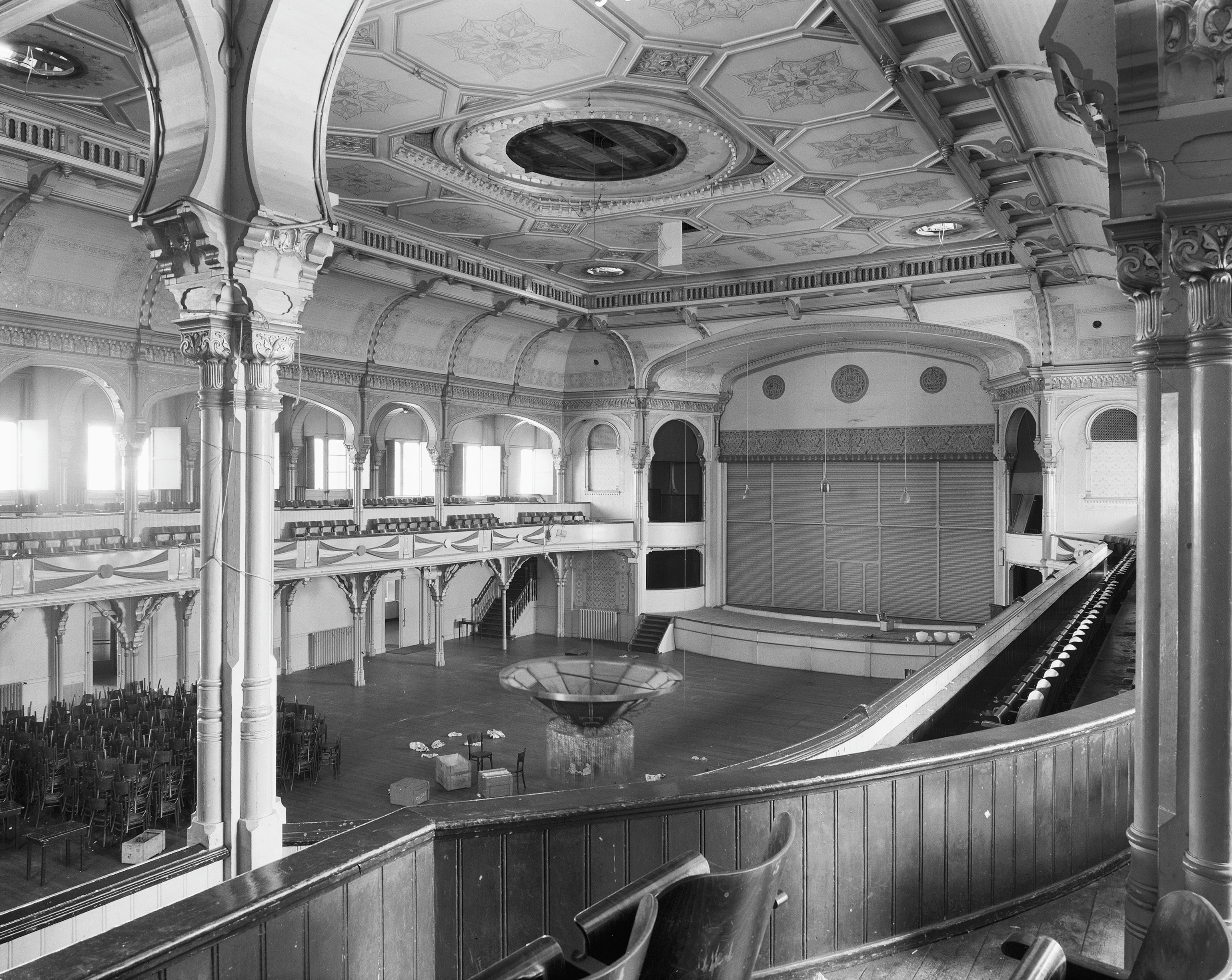
Interieur in juli 1968, vlak voor de afbraak
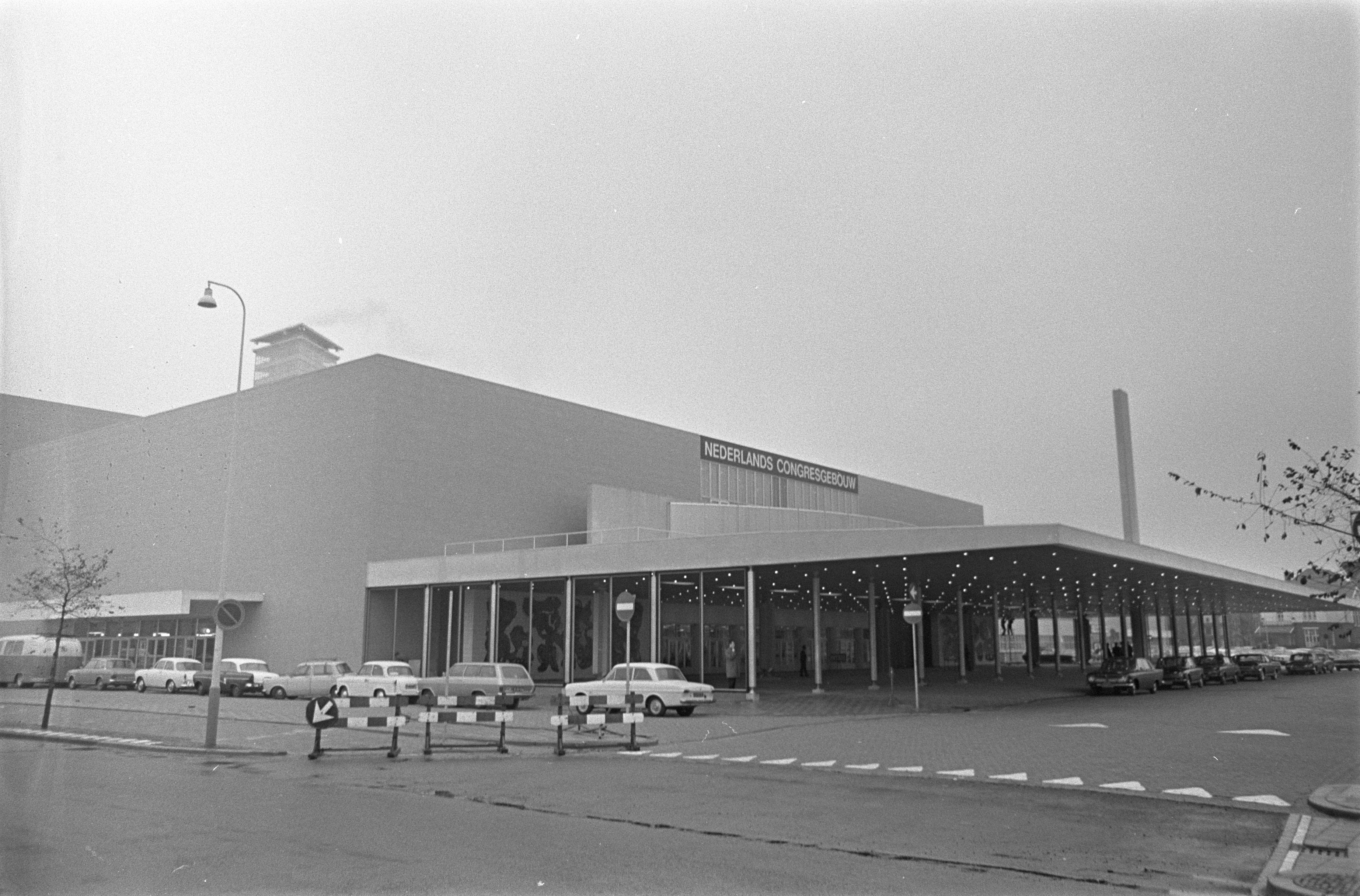
Het bijna voltooide Nederlands Congresgebouw in 1968 ter vervanging van het Dierentuingebouw